# Бі (округ, Техас)
Шаблон:StateAbbr_ 28°25′ пн. ш. 97°44′ зх. д. / 28.42° пн. ш. 97.74° зх. д.
О́круг Бі (англ. Bee County) — округ (графство) у штаті Техас, США. Ідентифікатор округу 48025.

## Історія
Округ утворений 1857 року.

## Демографія
За даними перепису 2000 року загальне населення округу становило 32359 осіб, зокрема міського населення було 22446, а сільського — 9913. Серед мешканців округу чоловіків було 19330, а жінок — 13029. В окрузі було 9061 домогосподарство, 6580 родин, які мешкали в 10939 будинках. Середній розмір родини становив 3,25.
Віковий розподіл населення поданий у таблиці:
| Стать    | До 15 років | 15-21 | 22-29 | 30-39 | 40-49 | 50-65 | 65-85 | Понад 85 |
| -------- | ----------- | ----- | ----- | ----- | ----- | ----- | ----- | -------- |
| Чоловіки | 3141        | 2370  | 4084  | 3920  | 2618  | 1785  | 1279  | 133      |
| Жінки    | 3044        | 1435  | 1260  | 1697  | 1806  | 1905  | 1616  | 266      |

## Суміжні округи
- Карнс — північ
- Голіад — північний схід
- Рефухіо — схід
- Сан-Патрисіо — південний схід
- Лайв-Оук — захід

## Виноски
1. ↑  U.S. Decennial Census. United States Census Bureau. Архів оригіналу за 26 квітня 2015. Процитовано 19 квітня 2015.
2. ↑  Texas Almanac: Population History of Counties from 1850–2010 (PDF). Texas Almanac. Архів оригіналу (PDF) за 26 лютого 2015. Процитовано 19 квітня 2015.
3. ↑  State & County QuickFacts. United States Census Bureau. Архів оригіналу за січень 13, 2016. Процитовано 8 грудня 2013. [Архівовано 2016-01-13 у Wayback Machine.](англ.) Наведено за англійською вікіпедією.
4. ↑  American FactFinder. Бюро перепису населення США. Архів оригіналу за 26 лютого 2012. Процитовано 31 січня 2008. [Архівовано 2008-05-21 у Wayback Machine.]

| США | Це незавершена стаття з географії США. Ви можете допомогти проєкту, виправивши або дописавши її. |